# Nepherites II.
Nepherites II. war der vierte und letzte altägyptische König (Pharao) der 29. Dynastie (Spätzeit). Vermutlich war er der Sohn und Nachfolger des Hakor (Achoris) und ein Enkel von Nepherites I.
Er konnte sich nur vier Monate lang von Juni/Juli bis September/Oktober 379 v. Chr. auf dem ägyptischen Thron behaupten und wurde dann von Nektanebos I., dem Begründer der 30. Dynastie, abgesetzt. Von Nepherites II. existieren keine Denkmäler, er wird jedoch bei Manetho und der sogenannten Demotischen Chronik aufgeführt.